# Da 210/22 modello35
Obice da 210/22 modello 35は第二次世界大戦でイタリアが使用した大砲である。名称は1935年式22口径210mm榴弾砲を表す。

## 概要
1930年代にイタリア軍の近代化の一環としてアンサルド社で開発された野戦重砲であり、Da 210/8 D.S.等の旧式化した重砲の置き換えを目指して量産されたがついに完了することはなかった。
移動の際には砲身車と砲架車に二分割された。陸軍技術本部の研究では八九式十五糎加農砲と比較して機動性で略同等、運動性で勝るとしている。
第二次世界大戦では主にLXXIII大隊に配備され東部戦線で戦ったが、1943年9月以降はイタリアを占領したドイツ国防軍に接収され、21 cm Haubitze 520(i)の制式名称を与えられたうえで運用されたほか、ドイツのために生産が続けられた。またハンガリーに輸出されライセンス生産も行われ、日本も製造権を購入した。

## スペック
- 口径: 210 mm
- 砲身長: 4.62 m（22口径）
- 放列重量: 15,885 kg
- 俯角仰角: 0 から +70　度
- 左右角度: 75 度
- 初速: 560 m/s
- 射程: 15,445 m

## 登場作品
『R.U.S.E.』
イタリアの榴弾砲として登場。

## 参考資料
- 嶋田魁，稲田美秋『第２次大戦イタリア陸軍装備ファイル』、ガリレオ出版、2008年、ISBN 978-4-903764-01-6
- 『21榴ノ価値ニ就テ』アジア歴史資料センター、Ref:A03032113800
- 『兵器調弁の件』アジア歴史資料センター、Ref:C04123199600